# Exoma viduata
Exoma viduata är en insektsart som beskrevs av Melichar 1902. Exoma viduata ingår i släktet Exoma och familjen Flatidae. Inga underarter finns listade i Catalogue of Life.